# آبشار گرانی
آبشار گرانی (به لاتین: Granni Waterfall) یک آبشار است که در ایسلند واقع شده‌است.